# Cockerspaniel
Cockerspaniel er en hunderace af typen spaniel. Cocker spaniel findes i tre udgaver, nemlig Engelsk Cocker Spaniel, Engelsk Cocker Spaniel-FT og Amerikansk Cocker Spaniel. Generelt var cocker spaniel oprindeligt avlet til brug for stødende jagt. Senere blev cocker spaniel også avlet som selskabshund. Racen er en jagthund af gruppen af stødende hunde.
Der er konsensus om, at cocker spaniel stammer fra England mens den Amerikanske Cocker Spaniel stammer fra U.S.A.

## Historie
Nogle historikere peger på, at det er uklart hvorfra cocker spaniel stammer fra, men andre historikere pointerer, at der mangler beviser for, at cocker spaniel ikke skulle have sin oprindelse fra England. De lande som historikere nævner, at kunne være en mulighed er lande som Spanien, Italien og Frankrig. Den amerikanske Cocker Spaniel stammer dog fra U.S.A.
Engelsk Cocker Spaniel-FT blev fra start avlet sideløbende med den Engelske Cocker Spaniel, men blev på daværende tidspunkt ikke betragtet som en selvstændig race. Avlet gik i retning af at fremavle hunde over 11 kg var "starters", der skulle jage fuglevildtet op, mens de mindre hunde blev kaldt "cockere", der havde til opgave både rejse og apportere fuglevildtet, fortrinsvis til jagt på skovsnepper - woodcocks.

### England
Ordet "Cocker" dukker op i England i år 1790. I slutning af 1800-tallet bliver racen kaldt "cocker" eller "cocking-spaniel". I år 1881 blev cocker adskilt fra field spaniel i udstillingssammenhæng grundet vægtforskellen. The Kennel Club i England begyndte at registrere Cocker Spaniels i 1883. I år 1885 dannede The Spaniel Club i England den første standardbeskrivelse for racen cockers og i år 1892 registrerede The Kennel Club i England officielt "Cocker Spaniels".

### Amerika
American Kennel Club registrerede første gang "Cocker Spaniel" i år 1878.

### Internationalt
Den amerikanske - og engelske cocker spaniel blev gradvist avlet i forskellige retninger. Den amerikanske cocker spaniel bliver avlet mindre i størrelse med proportionalt længere ben i forhold til den engelske cocker spaniel. På den internationale scene dominerede den amerikanske cocker i første halvdel af 1900-tallet over den engelske cocker spaniel, både i antal og præmieringer.
I 1946 betegnede The American Kennel Club forskellen mellem den amerikanske - og engelske race som henholdsvis "Cocker Spaniel" og "English Cocker Spaniel". Derimod betegnede Storbritannien og resten af verden racerne som henholdsvis "American Cocker Spaniel" og "Cocker Spaniel".

## Udseende

### Engelsk Cocker Spaniel
Generelt har det siden 1991 været forbudt at halekupere Cocker Spaniel.
Den stambogførte Engelske Cocker Spaniel skal have følgende højde. For hanner 39-41 cm, men tæver skal være 38-39 cm høje. Vægten skal for begge køn befinde sig mellem 12-14 kg. Racen eksistere i helfarvede: Sort, rød, gylden, liver(chokolade), black-and-tan og liver-og-tan. Intet hvidt er tilladt undtagen en lille plet på brystet. Flerfarvede: Tofarvede, sort og hvid, orange og hvid, liver og hvid samt lemon og hvid. Alle farvevarianterne med eller uden småpletter. Trefarvede: Sort, hvid og tan samt liver, hvid og tan. Roans: Blue roan, orange roan, lemon roan, liver roan, blue roan og tan samt liver roan og tan.
Eksempel på udstilling af Engelsk Cocker Spaniel: https://www.youtube.com/watch?v=2gYwaKUZuzk

### Engelsk Cocker Spaniel-FT
Den stambogførte Cocker Spainel-FT har følgende højde. For hanner er højden 39-41 cm, mens tæver har højden 38-39 cm. Vægten skal være 12-14 kg. Alle farver er tilladt.
Cocker Spaniel-FT bliver normalt ikke anvendt i forbindelse med udstilling, men anvendes i forbindelse med jagt. Under afsnittet "Temperament" ses et videoklip, hvor Cocker Spaniel-FT arbejder under jagt.

### Amerikansk Cocker Spaniel
Den stambogførte Amerikanske Cocker Spaniel skal have følgende højde. Hanner 37-39 cm. Tæver 34-36 cm.
Vægten skal for begge køn ligge mellem 11-13 kg. Farverne må være sort evt. med tanfarvede aftegninger, brun eller rødgul i alle nuancer, hvid med sorte eller røde partier eller trefarvede.
Eksempel på udstilling af Amerikansk Cocker Spaniel: https://www.youtube.com/watch?v=Oof3g-yPT_8

## Farvegalleri
Følgende farver hos Engelsk Cocker Spaniel er godkendte ifølge Dansk Kennel Klub:

### Helfarvede
- Sort
- Rød
- Gylden

### Flerfarvede
- Sort og hvid
- Organge og hvid
- Liver og hvid

### Trefarvede
- Sort, hvid og tan

### Roans
- Roan, profil
- Roan, portræt

## Temperament

### Engelsk Cocker Spaniel
Afhængig af avl så er den Engelske Cocker Spaniel avlet med henblik på selskabshund eller jagt. Dette kommer til udtryk i temperamentet.
Den stambogsførte Engelske Cocker Spaniel i Dansk Kennel Klubs regi avles med henblik på et muntert temperament og har altid logrende hale. Har typiske, travle bevægelser, især når den følger en fært. Går frygtløst gennem tæt krat. Blid hengiven samt overstrømmende livsglæde. Selv i selskabshunden gemmer sig en beslutsom og selvstændig jagthund med et stort behov for aktivitet. Jagtinstinktet er specielt rettet mod fugle, hvor den røde cocker har erfaringsmæssigt den stærkeste jagtiver. Den har et stort kontaktbehov og trives ikke med at være længe alene.

### Engelsk Cocker Spaniel-FT
Engelsk Cocker Spaniel-FT er avlet til målrettet jagtligt arbejde. Racerne har et medfødt højt stressniveau og en del af den daglige træning skal bestå af indlæring af ro og selvkontrol. Engelsk Cocker Spaniel-FT egner sig ikke udelukkende som selskabshund, ej heller for den aktive familie, der går og løber lange ture. Er aktiv, ofte i bevægelse og evigt glad og hengiven. Opsøger arbejde og menneskekontakt. Racen er avlet til at gå på fuglejagt under haglbøssen.
Følgende videoklip illustrerer, hvorledes Cocker Spaniel-FT arbejder under fasanjagt:
https://www.youtube.com/watch?v=6KIo-vyaIvE

### Amerikansk Cocker Spaniel
Den Amerikanske Cocker Spaniel er med sit sociale væsen først og fremmest en selskabshund. Med lidt træning kan jagtinstinktet vækkes til et acceptabelt niveau. Racen er livlig, kærlig, kontaktsøgende og glad for mennesker. Den er vagtsom uden at være højrøstet.

### Danmark
- Den officielle Spaniel Klub i Danmark, Spanielklubben.
- Den officielle F.T. Spaniel Klub i Danmark, Klubben for F.T. Spaniels.

### Sverige
- Den officielle Spaniel Klub i Sverige, Cocker Spanielklubben.

### Storbritannien
- Den officielle Spaniel Klub i Storbritannien, The Cocker Spaniel Club.